# Joselo Olascuaga
José Luis González Olascuaga, conocido como Joselo Olascuaga (Montevideo, 22 de noviembre de 1959), es un periodista, narrador, ensayista, actor, director teatral y dramaturgo uruguayo. 

## Biografía
Ha obtenido premios o menciones en diez concursos literarios en Uruguay (entre ellos el Municipal de Montevideo y Feria del Libro 3 veces) y fue uno de los doce finalistas del Premio Planeta en 2001 en Barcelona. Escribió los libros: Chau Bogart, Gardel Antes de Gardel, Rompiendo la Historia, Identikit, La Mirada de Federico, La Historia Prohibida del Fútbol Uruguayo, Casal vs Damiani y 1983.
A lo largo del tiempo ha utilizado diferentes seudónimos cercanos a su nombre completo, por lo cual se pueden encontrar libros, ensayos, obras teatrales y notas periodísticas de su autoría firmados como Joselo González Olascuaga, Joselo González, Luis González Olascuaga, José Luis Olascuaga u otras combinaciones similares. En sus últimos libros parece haberse decidido por adoptar Joselo Olascuga como seudónimo definitivo, apareciendo esta firma en libros como El Código Gardel, Vayan Pelando las Chauchas y De Schiaffino a Forlán.
A los 25 años ganó un segundo premio en La Feria del Libro y el Grabado con una nouvelle, Los dados ya están echados y dos libros de cuentos (La Hora y el COU) con obras que nunca publicó en libro. Como periodista colaboró desde 1978 con Aportes, Liberarce, La Jornada, Cauce, Periscopio, Cuadernos de Marcha, La Hora, El Popular, Brecha, La República, La Onda Digital y El Diario. Entre sus títulos más importantes en los que el misterio, la mitología y los temas de actualidad se entrecruzan, se destacan Identikit, Chau Bogart, Las Luces del Estadio, Gardel Antes de Gardel, Rompiendo la Historia, Paco, Poder y TV, La Mirada de Federico. Es coautor de Mi Revolución del profesor José Ricardo De León, de El Gol del Siglo de Alcides Edgardo Ghiggia y de José Francisco Sasía Al Fondo de la Red y Orsai en el Paraíso. Es crítico teatral de La Onda Digital y edita su blog.
Como dramaturgo, destacan sus comedias Fue que dejamos de grabar Amorous (mencionada en el concurso Teatro Circular-Sorocabana), Best Seller (Arteatro) y Los Vanderhoeven (Teatro Alsur) -adaptaciones de novelas de Roberto Fontanrrosa, entre otras adaptaciones teatrales de textos de Fontanarrosa, incluyendo Mi amigo Sobrecogines para la obra "¡Ah, Machos!" (Teatro Circular y otros). Entre 2003 y 2007 dirigió teatro en euskera en la Institución Euskal Erría de Montevideo. En 2015 la obra de su autoría El Muro en La Gringa Teatro y en 2016 "El Muro a Lorca" y "El castigo Cervantes" en Arteatro. En 2017, "Los invisibles de Siempre" (de Claudio Gotbeter, La Gringa Teatro), Los irreverentes (de Gotbeter, Arteatro), Ha muerto Lenin (Arteatro) y Si alguien lo sabe por favor que lo diga (de Gotbeter, La Gringa Teatro). Su versión Los Vanderhoeven (2017, Arteatro, dirección de Carlos Viana) fue nominada al Premio Florencio a la mejor comedia.

## Obras
| Año  | Título                                    | Género           | Editorial                |
| ---- | ----------------------------------------- | ---------------- | ------------------------ |
| 1989 | Chau, Bogart                              | Nouvelle         |                          |
| 1992 | Las Luces del Estadio                     | Novela           | Trilce                   |
| 1996 | Gardel Antes de Gardel                    | Novela           | Solaris (Arg)            |
| 2000 | El Gol en el Barro                        | Ensayo           | Melibea                  |
| 2001 | Rompiendo la Historia                     | Reportaje        | Cauce                    |
| 2002 | La Mirada de Federico                     | Novela           | Dolmen (Uruguay y Chile) |
| 2002 | La Historia Prohibida del Fútbol Uruguayo | Ensayo           |                          |
| 2003 | Identikit                                 | Nouvelle         | Cauce                    |
| 2005 | El Código Gardel                          | Novela           | Fin de Siglo             |
| 2006 | Casal vs Damiani                          | Ensayo           |                          |
| 2008 | 1983                                      | Novela           | Fin de Siglo             |
| 2009 | Vayan Pelando las Chauchas                | Reportajes       |                          |
| 2010 | De Schiaffino a Forlan                    | Crónica Novelada | Gussi                    |
| 2012 | El Exilio de Artigas                      | Novela           | Rumbo                    |
| 2014 | Misterios Chinos                          | Novela           | Rumbo                    |
| 2015 | El Muro                                   | Novela           | Rumbo                    |
| 2016 | Abrazo de Gol                             | Cuentos          | Rumbo                    |

### Coautorías
| Año  | Título              | Coautores                                | Género        |
| ---- | ------------------- | ---------------------------------------- | ------------- |
| 1989 | Al Fondo de la Red  | José Francisco Sasía                     | Autobiografía |
| 1992 | Orsai en el Paraíso | José Francisco Sasía                     | Autobiografía |
| 2000 | El Gol del Siglo    | Alcides Edgardo Ghiggia y Atilio Garrido | Autobiografía |
| 2003 | Mi Revolución       | José Ricardo De León y Atilio Garrido    | Tratado       |